# Источна Јава
Источна Јава (инд. Jawa Timur), једна је од 34 провинције Индонезије. Провинција се налази на острву Јава у централном делу Индонезије. Покрива укупну површину од 47.800 км² и има 37.476.757 становника (2010). 
Главни град је Сурабаја.

## Демографија
Становништво чине: Јаванци (79%), Мадурци (18%) и други. Вера је ислам (96%), затим хришћанство (3%) и друго.
| 1971.      | 1980.      | 1990.      | 1995.      | 2000.      | 2010.      |
| ---------- | ---------- | ---------- | ---------- | ---------- | ---------- |
| 25.516.999 | 29.188.852 | 32.503.991 | 33.844.002 | 34.783.640 | 37.476.757 |

## Галерија
- Фарме у Источној Јави
- Јелени у националном парку